# Серебрянское нефтяное месторождение
Серебря́нское нефтяно́е месторожде́ние (укр. Серебрянське нафтове родовище) — нефтяное месторождение, расположенное на территории Раздольненского района (Крым). Относится к Причерноморско-Крымской нефтегазоносной области.

## Характеристика
Приурочено к Серебрянской (укр. Срібнянской) впадине депрессии Каркинитско-Северо-Крымского прогиба. Серебрянское локальное поднятие (структурный нос северного и северно-западного простирания 3х3 км высотой 50 м) обнаружено в 1961 году. Притоки нефти и газа получены в 1971 году из нефтегазовых залежей отложений верхнемелового возраста в интервале 1766—1814 м, кроме того, притоки нефти — из залежей коньякских (верхнемеловых) образований в интервале 1747—1820 м. Нефтеносны карбонатные породы. Залежь массивная, связанная с участком повышенной трещиноватости и развития коллекторов комплексного каверново-порово-трещинного типа. Режим залежи — упруговодонапорный. Начальные разведанные запасы категории А+В+С1 — 133 тыс. тонн. Плотность дегазированной нефти 765 кг/м³, пластовой — 688 кг/м³. Разрабатывается с 1990 года. Добыча нефти — 4 тыс. тонн. Залежи по данным ГДС и полевой геофизики имеет признаки значительной тектонической раздробленности.